# Rue Mazelle
La rue Mazelle est une rue de l'Ancienne Ville de Metz dans la région Grand Est, dans le département de la Moselle.

## Situation et accès
La rue est située dans l'Ancienne Ville, elle débute place des Paraiges pour finir place Mazelle.

## Origine du nom
Mazelle tient son nom de marché (Macellum) qui y avait lieu et de la léproserie dite Mezele.

## Historique
Une charte citait des vignes sous le nom de Maticella sur le site dès 826 et 848.
Cette rue est mentionnée au XIIIe siècle, signalée avec une maison et une vigne à côté de l'ancien  pressoir Saint Clément.

## Bâtiments remarquables et lieux de mémoire
- Eglise Saint Maximin,
- Temple luthérien
- 8 : maison datant du XVIIe siècle et XVIIIe siècle à sa porte et ses deux gargouilles de façade classées par arrêté du 29 juin 1928 aux monuments historiques[3]. Lieu de naissance du docteur Michaux.
- 36 : ancien couvent de la Visitation puis maternité du docteur Morlanne.

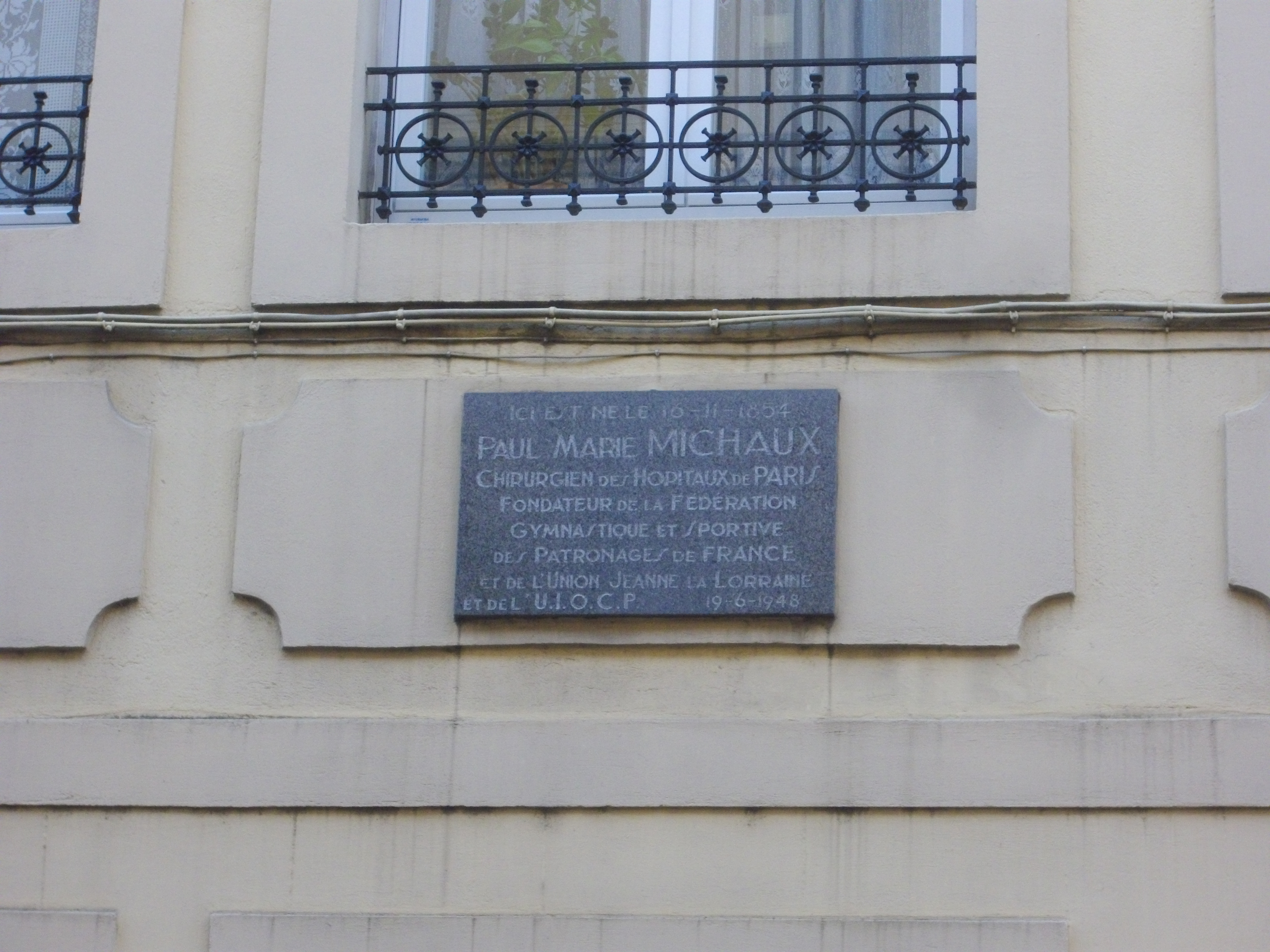
Plaque commémorative de Paul-Marie Michaux.
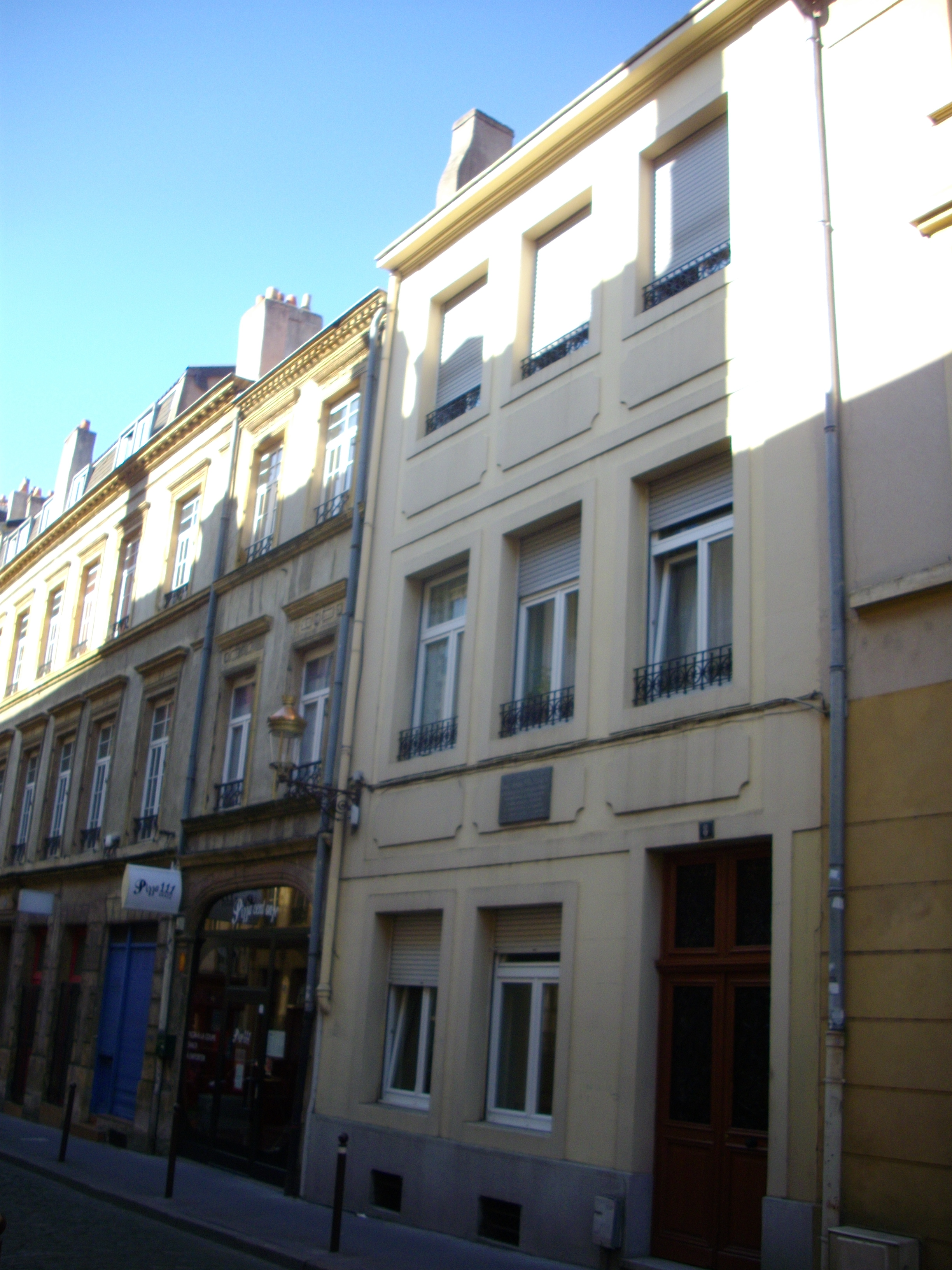
Maison 8 rue Mazelle.
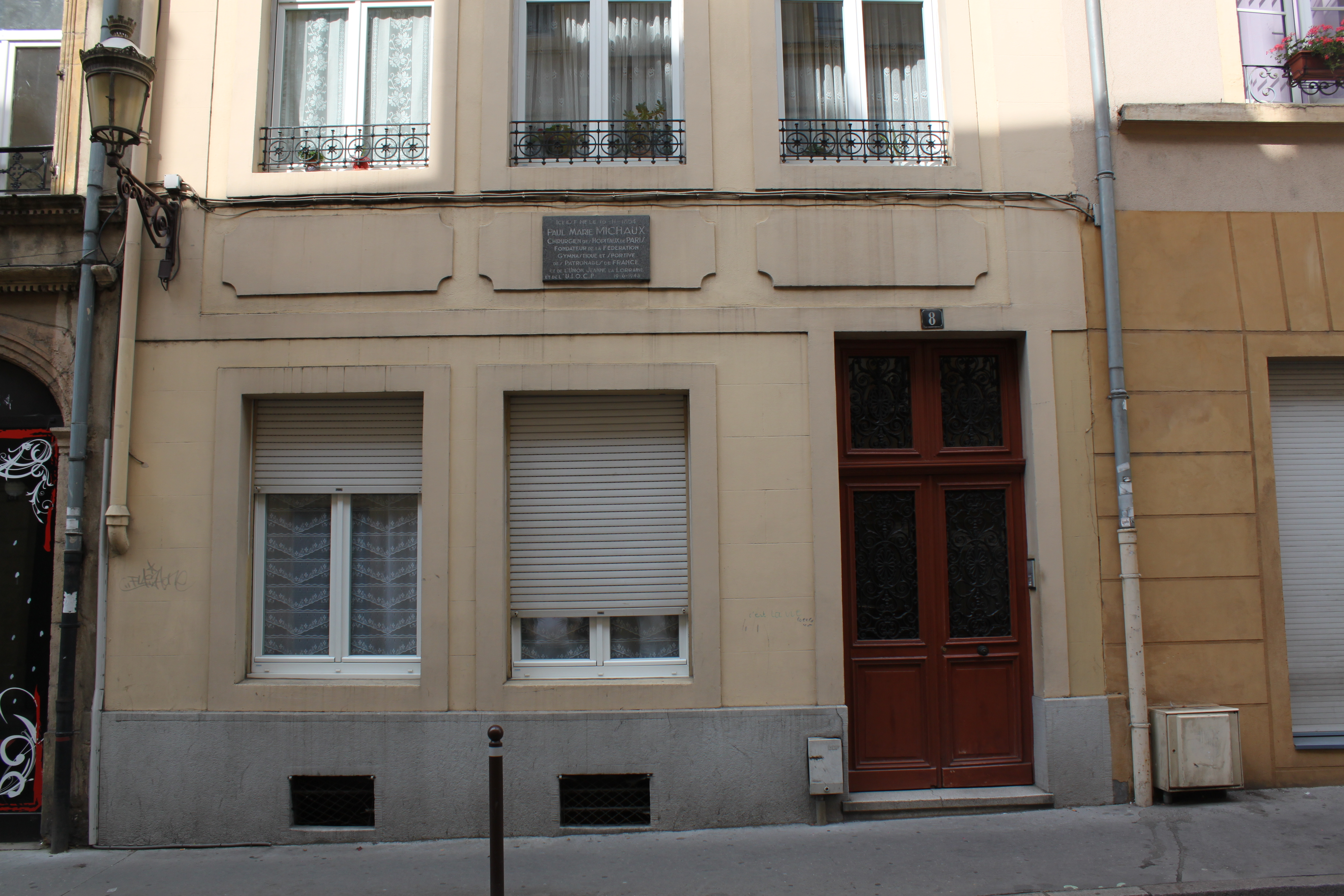